# Кавказское неоязычество
Кавказское неоязычество — ряд верований, включающий движения современного возрождения автохтонных религий коренных народов Кавказа . Это наблюдалось ученым Виктором Шнирельманом, особенно среди абхазов  и черкесов.

## Религии

### Абхазская религия
Абхазкая религия, или же абхазское неоязычество, представляет собой современное неоязыческое возрождение этнической религии абхазского народа в Абхазии, возрождение которого началось в 1980-х годах.  Важнейшими святынями религии являются Семь святынь Абхазии, каждая из которых имеет свой жреческий род, где с 1990-х годов начали торжественно восстанавливать ритуалы и молитвы.
По переписи 2003 года, 8% населения Абхазии исповедуют абхазское язычество.  3 августа 2012 года в Сухуми был официально сформирован Совет священников Абхазии .  Возможность сделать родную религию Абхазов одной из государственных религий обсуждалась в последующие месяцы.

### Черкесское язычество
Черкесское язычество, также называемое хабзеизмом, — языческая вера и одна из частей Адыгейского Хабзе.
Важным элементом является вера в душу ( пса ) предков, обладающую способностью наблюдать и оценивать дела своего потомства.  Понятие физической боли или удовольствия в будущей жизни ( хедрихе ) отсутствует: душе даруется духовное удовлетворение или раскаяние за выбранный жизненный путь перед собой и своими предками. 
Поэтому целью земного существования человека является совершенствование души, что соответствует поддержанию чести ( напе ), проявлению сострадания ( гущлегу ), безвозмездной помощи ( псапе ), что наряду с доблестью и отвагой воина, дает возможность человеческой душе соединиться с душой предков с чистой совестью ( затылок худле ).  Души предков требуют поминовения: устраиваются поминки ( хедеус ), практикуются и раздаются жертвоприношения или поминальные блюда ( жерымэ ) в поминовение умерших душ. 
Хабзистская теология является монистической, в ней наибольшее внимание уделяется богу Та (Тхьэ, та), Ташхуэ (Тхьэшхуэ, tħaʃxʷa, также известному как Тешксве) или Ташхо (Тхьяшхо), который порождает вселенную.  Прежде всего, Тха выражает себя, порождая Слово или космический Закон ( Кхи ), изначальный образец, из которого все существа формируются естественным путем, развиваясь по внутренним законам.  Просветление для людей соответствует пониманию Закона Та. 
Ташхуэ вездесущ в своем творении (свертывание); согласно адыгейским космологическим текстам, «его дух рассеян по пространству».  В адыгейских гимнах Та (Ташсюэ) упоминается как «Тот, кого все просят, но кто не просит в ответ», «умножитель несуществующего», «на кого все возлагают надежду, но кто не возлагает надежда на кого-либо», «от кого исходят дары», «Его удивительное дело», «Тот, кто позволяет небу и земле двигаться». 
Все едино (Псори Зыщ, Псора Зиш, или Псори Хыщ, Псора Хыщ), и едино с Тха.  Материально проявленный мир находится в постоянном изменении, но в то же время существует основа, которая всегда остается непоколебимой. Это первоначальный принцип мира и его Закона.  Постоянно меняющийся мир и его основа сравниваются с вращающимся колесом (дунейр шэрхъщи дунейр шерхщи, мэклэрахъуэ меклерауэ ): хотя колесо постоянно вращается (меняется), оно имеет свою центральную ступицу, вокруг которой вращается, которая остается неподвижной.  Последователи этого мировоззрения, иногда также исламизированные, встречаются и в современной Турции. Верования Хабзе и суфийско-исламские верования рассматриваются черкесами как взаимодополняющие философии. 
После Тха, верховного бога, есть второстепенные боги и богини, такие как:
- Ханцегуаш: богиня воды и дождя.
- Хедрихе: Бог Смерти
- Хенегуаш: богиня моря
- Хьятегуаш: богиня красоты и садов.
- Кодес: бог гор.
- Мезгуаш: богиня всей фауны.
- Мезита: бог лесов, охоты и зверей.
- Псета: бог жизни и душ.
- Сатаней : Богиня Женственности и Плодородия, Мать Нартов.
- Шибл: бог молнии
- Созреш: бог плодородия и семьи.
- Тагеледж: бог Флоры и урожая.
- Тлепш : бог Огня, Кузнеца, Стали и оружия.
- Уашхуэ: бог неба
- Зекуэташ: бог войны

Нарты, полубоги, упомянутые в одноименной саге вместе со своей матерью Сатаней . Боги и богини делятся на две принципиально разные группы:
1. Боги без образа, космогонические (Ташхуэ, Уашхуэ, Псета, Шибле).
2. Антропоморфные (гуманоидные) боги (Мезита, Тлепш, Тагаледж и др.).